# Força Naval Real da Jordânia

Bandeira naval.

A Força Naval Real da Jordânia é o ramo de guerra naval das Forças Armadas do Reino da Jordânia. Como a Jordânia é um país sem litoral, exceto em sua extremidade sul, com apenas 26 quilômetros (16 mi) de costa ao longo do Golfo de Aqaba proporcionando acesso ao Mar Vermelho, sua Força Naval é composta por 27 embarcações de patrulha e tem um complemento total de mais de 700 pessoas, excluindo o 77º Batalhão de Reconhecimento de Fuzileiros. A Força Naval está sob o comando do exército.
A partir de julho de 2016, o Comandante da Marinha é o General Brigadeiro Ibrahim Salman Al-Naimat.
A Marinha Real Jordaniana também coopera com outras nações da região, fazendo parte da Força-Tarefa Combinada 152 marítima que garante a segurança no Golfo Pérsico.

## História
A Força Naval Real foi estabelecida em 1951 como a Guarda Costeira Real. Foi fundada em Aqaba. Seu tamanho era aproximadamente o de uma companhia de infantaria, ou seja, cerca de 200 homens. Em 1952, a Sede da Guarda Costeira foi transferida para a área do Mar Morto e permaneceu lá até 1967. Em 1974, a Guarda Costeira recebeu quatro embarcações de patrulha média (Classe Bertram) e equipamento para mergulhadores.
O elemento naval das forças armadas, embora designado como Marinha Real Jordaniana, permaneceu como parte integrante do exército. Desempenhando essencialmente uma missão de guarda costeira, em 1988 contava com 300 oficiais e homens baseados em Al Aqabah, o único porto do país, com acesso ao Mar Vermelho. A marinha operava cinco embarcações de patrulha costeira de fabricação dos Estados Unidos, armadas com metralhadoras leves. A marinha auxiliava na segurança portuária, operando em conjunto com pessoal de alfândega e imigração para garantir a aplicação das leis e regulamentos do país. No final de 1987, três embarcações maiores de noventa e cinco toneladas cada foram encomendadas da Grã-Bretanha. Quando introduzidas, cada uma teria uma tripulação de dezesseis pessoas e estariam armadas com canhões de 20mm e 30mm. Unidades israelenses na instalação naval adjacente israelense em Elat também consistiam em pequenas embarcações de patrulha levemente armadas.
Em 1991, a Guarda Costeira recebeu três embarcações de patrulha pesada (Classe Hawk). Em 13 de novembro de 1991, a Guarda Costeira Real foi renomeada como Força Naval Real.
Como parte da exposição IDEX 2009, o Dr. Moayad Samman, Presidente e CEO do King Abdullah II Design and Development Bureau (Kaddb), assinará um acordo de joint venture com o Sr. Mark T. Hornsby, Diretor Executivo da RiverHawk Worldwide LLC, para estabelecer a Jordan RiverHawk Shipbuilding and Support, PSC. O Kaddb e a RiverHawk Worldwide LLC concordaram em estabelecer a Jordan RiverHawk Shipbuilding and Support para fabricar, comercializar e fornecer as Embarcações de Plataforma Avançada Multimissão AMP-137, fornecer treinamento e serviço de manutenção para cada embarcação vendida, explorar o desenvolvimento de outras embarcações para clientes na região, bem como fornecer serviços de manutenção para outras embarcações. A parceria com o Kaddb permitirá à RiverHawk Worldwide trocar conhecimentos com o Bureau e se beneficiar da mão de obra qualificada para fabricar embarcações de alta qualidade para serem comercializadas para as Forças Armadas Jordanianas, o principal cliente do Kaddb, e posteriormente para a região.

## Unidades Navais Reais
- Quartel-General do Comando Naval
  - Equipe de Comando
  - Companhia de Sinalização Naval
- Grupo de Embarcações de Combate
- Grupo de Mergulhadores Navais
- 77º Batalhão de Fuzileiros Navais

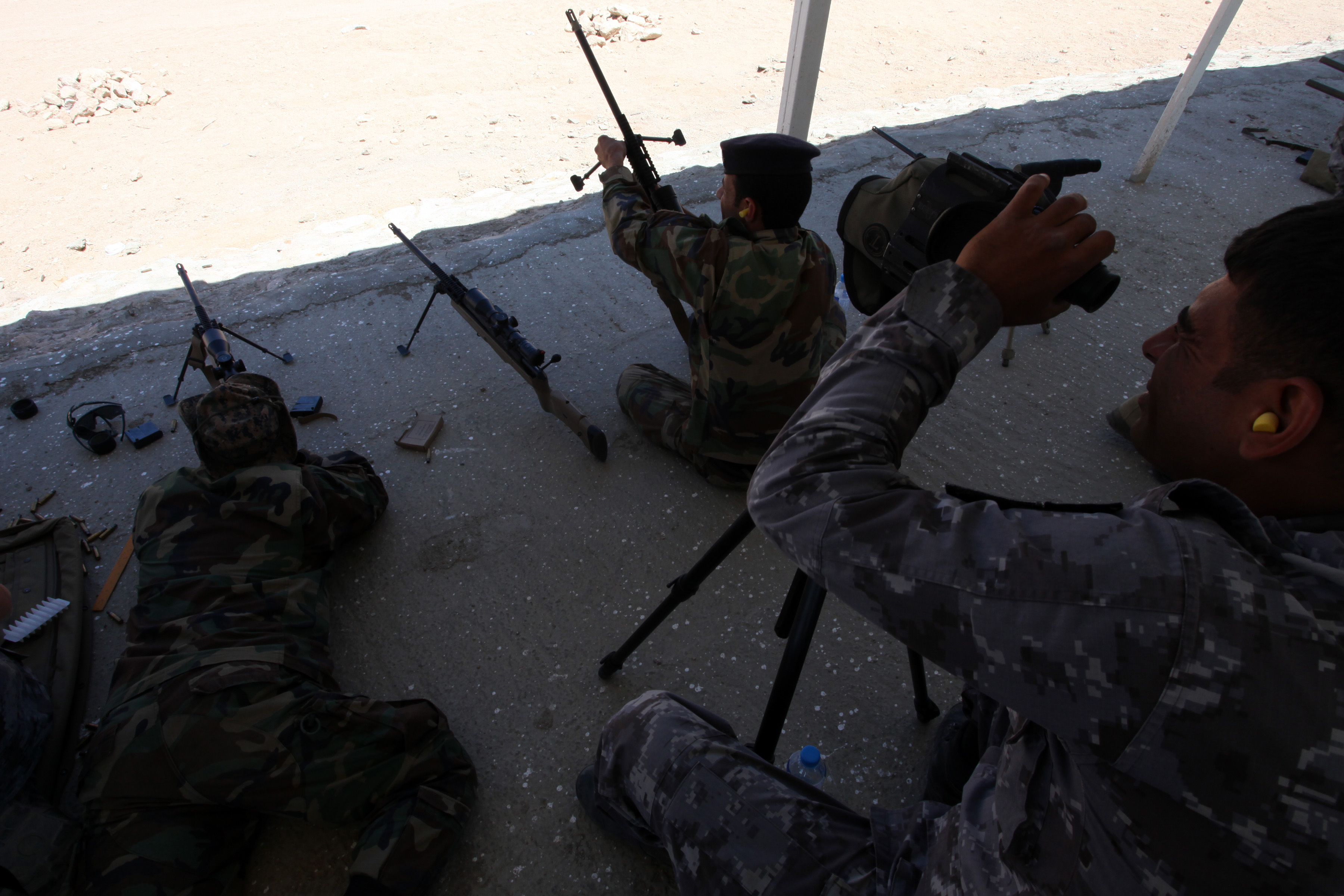
Membros do Batalhão de Reconhecimento de Fuzileiros Navais 77 da Jordânia verificam as configurações do escopo

- Unidade Especial de Embarcações Navais
- Equipe de Contraterrorismo da Unidade Especial-II
- Companhia de Vigilância Marinha / Aqaba
- Companhia de Vigilância Marinha / Mar Morto
- Grupo de Suporte Técnico
- Centro de Treinamento Marítimo

## Equipamento

### Embarcações de Patrulha
| Classe                      | Unidades | Observações                                                              |
| Classe Al-Hussein (VT Hawk) | 3        | 2 × canhões de 30 mm, 1 × canhão de 20 mm, 2 × metralhadoras de 12,7 mm. |
| Classe Al-Hashim (Tipo 412) | 2        | 1 × Metralhadora de 12,7 mm.                                             |
| Classe Abdullah             | 8        | 2 × Metralhadoras de 12,5 mm.                                            |
| Classe Faysal (Bertram)     | 4        | 1 × Metralhadora de 12,7 mm.                                             |
| Classe Faysal (Comandante)  | 4        | 2 × Metralhadoras de 12,5 mm.                                            |
| AMP-137 PB                  | 4        | Construídas pelo KADDB.                                                  |
| Classe Falcon               | 2        | 1 × Controlada remotamente por Rafael & 1 × Metralhadora de 7,62 mm.     |

### Embarcações Especiais das Forças Marítimas
| Classe                                    | Unidades | Observações |
| RIB para forças especiais                 | 8        |             |
| Embarcação de lançamento de 17 pés        | 4        |             |
| Embarcação de 19 pés em GRP               | 4        |             |
| Embarcação leve SRB para forças especiais | 2        |             |

## Infraestrutura Naval
- Base Naval: Aqaba